# جون جاكسون (ممثل)
جون جاكسون (بالإنجليزية: John M. Jackson)‏ هو لاعب كرة قدم أمريكية وممثل أمريكي، ولد في 1 يونيو 1950 في الولايات المتحدة.

## أعمال

### أفلام
- (1992) القليل من الرجال الفاضلين[1][2]
- (2016) موهوب[3]

### مسلسلات
- جاغ
- جوال تكساس ووكر
- جيريكو
- التحقيق في موقع الجريمة
- شبح هامس
- كاسل

## وصلات خارجية
- جون جاكسون على موقع IMDb (الإنجليزية)
- جون جاكسون على موقع ألو سيني (الفرنسية)
- جون جاكسون على موقع أول موفي (الإنجليزية)
- جون جاكسون على موقع قاعدة بيانات الأفلام السويدية (السويدية)
- جون جاكسون على موقع إن إن دي بي (الإنجليزية)
- جون جاكسون على موقع قاعدة بيانات الفيلم (الإنجليزية)
- جون جاكسون على موقع كينوبويسك (الروسية)